# メグ・キャボット
メグ・キャボット（Meg Cabot、本名：メギン・パトリシア・キャボット〈Meggin Patricia Cabot〉、1967年2月1日 - ）は、アメリカ合衆国の小説家。ロマンス小説やパラノーマル小説を、ティーン向けとアダルト向けとでペンネームを使い分けていたが、近年は専ら本名のメグ・キャボット名義のみで活動している。代表作は『プリンセス・ダイアリー』シリーズで、これはウォルト・ディズニー・ピクチャーズによって同名で（邦題は『プリティ・プリンセス』）映画化もされた。ニューヨーク公共図書館ティーン作品賞など、多くの賞を受賞している。子供向け、ヤングアダルト向け、大人向け、全ての年代を合わせると、世界中で2500万部が発行されている。

## 経歴
インディアナ州ブルーミントンに生まれる。インディアナ大学卒業後、イラストレーターを志して1991年にニューヨークへ移住。しかし、程なくして仕事を辞めると、ニューヨーク大学の新入生寮の管理人補佐の仕事を始める。
1993年4月1日、金融ライターで詩人のベンジャミン・D・イグナッツと結婚。エイプリルフールを選んだのは夫で、こんな日に結婚するのは自分たちみたいな愚か者だけだと考えたことによる。式は駆け落ち同然にイタリアで挙げた。著書の"Every Boy's Got One" は、やんわりとだが彼女のこの時の経験に基づいている。ヘンリエッタ（片目が見えない）とジェムという2匹の猫を飼っており、ブログに度々登場する。
インディアナ、カリフォルニア、ニューヨーク、フランスに暮らしたことがあり、現在はニューヨーク、フロリダ州キーウェスト、ブルーミントンを転々としている。

## 作品リスト

### ヤングアダルト向け作品

#### プリンセス・ダイアリー シリーズ
40か国以上で出版されており、キャボットの作品の中でもっとも有名な作品。シリーズ第1作は2000年10月に上梓され、シリーズ全体で『ニューヨーク・タイムズ』の子供向けシリーズのベストセラー・リストに38週ランクインした。
2001年と2004年にウォルト・ディズニー・ピクチャーズで『プリティ・プリンセス』と『プリティ・プリンセス2/ロイヤル・ウェディング』として、アン・ハサウェイとジュリー・アンドリュース主演で映画化された。
| #     | 邦題                                                | 原題                                                             | 刊行年月   | 刊行年月   | 訳者                | 出版社       |
| ----- | --------------------------------------------------- | ---------------------------------------------------------------- | ---------- | ---------- | ------------------- | ------------ |
| 1     | プリンセス・ダイアリー                              | The Princess Diaries, Volume I                                   | 2000年10月 | 2002年2月  | 金原瑞人 代田亜香子 | 河出書房新社 |
| 2     | プリンセス・ダイアリー ラブレター騒動篇             | The Princess Diaries, Volume II: Princess in the Spotlight       | 2001年6月  | 2002年7月  | 金原瑞人 代田亜香子 | 河出書房新社 |
| 3     | プリンセス・ダイアリー 恋するプリンセス篇           | The Princess Diaries, Volume III: Princess in Love               | 2002年3月  | 2003年1月  | 金原瑞人 代田亜香子 | 河出書房新社 |
| 4     | プリンセス・ダイアリー ときめき初デート篇           | The Princess Diaries, Volume IV: Princess in Waiting             | 2003年4月  | 2004年10月 | 代田亜香子          | 河出書房新社 |
| 4 1/2 | プリンセス・ダイアリー どきどきキャンプ篇           | The Princess Diaries, Volume IV and 1/2: Project Princess        | 2003年8月  | 2004年12月 | 代田亜香子          | 河出書房新社 |
| 5     | プリンセス・ダイアリー ピンクのドレス篇             | The Princess Diaries, Volume V: Princess in Pink                 | 2004年3月  | 2005年6月  | 代田亜香子          | 河出書房新社 |
| 6     | プリンセス・ダイアリー 悩める見習いプリンセス篇     | The Princess Diaries, Volume VI: Princess in Training            | 2005年3月  | 2006年5月  | 代田亜香子          | 河出書房新社 |
| 6 1/2 | プリンセス・ダイアリー クリスマスプレゼント篇       | The Princess Diaries, Volume VI and 1/2: The Princess Present    | 2004年10月 | 2007年10月 | 代田亜香子          | 河出書房新社 |
| 7     | プリンセス・ダイアリー パーティ・プリンセス篇       | The Princess Diaries, Volume VII: Party Princess                 | 2006年3月  | 2008年3月  | 代田亜香子          | 河出書房新社 |
| 7 1/2 | プリンセス・ダイアリー スイート・シックスティーン篇 | The Princess Diaries, Volume VII and 1/2: Sweet Sixteen Princess | 2006年5月  | 2008年8月  | 代田亜香子          | 河出書房新社 |
| 7 3/4 |                                                     | The Princess Diaries, Volume VII and 3/4: Valentine Princess     | 2006年12月 |            |                     |              |
| 8     | プリンセス・ダイアリー がけっぷちのプリンセス篇     | The Princess Diaries, Volume VIII: Princess on the Brink         | 2007年1月  | 2009年5月  | 代田亜香子          | 河出書房新社 |
| 9     | プリンセス・ダイアリー 崖の下のプリンセス篇         | The Princess Diaries, Volume IX: Princess Mia                    | 2008年1月  | 2010年1月  | 代田亜香子          | 河出書房新社 |
| 10    | プリンセス・ダイアリー 永遠のプリンセス篇           | The Princess Diaries, Volume X: Forever Princess                 | 2009年1月  | 2010年7月  | 代田亜香子          | 河出書房新社 |

シリーズ本編は以上10巻だが、チェルシー・マクラーレンのイラストで、シリーズのキャラクターを登場させながら、プリンセスの心得やエチケットについて書かれた"Princess Lessons" （2003年3月）、世界のプリンセスについて書かれた"Perfect Princess" （2004年3月）、"Holiday Princess" （2005年11月）などの関連本も出版された。
2009年1月6日、最終巻のキャンペーンに合わせて、主人公ミア・サモポリス名義のロマンス小説"Ransom My Heart"が刊行された。
2014年5月、キャボットはブログでシリーズの新作が2つあることを発表した。1冊は"Royal Wedding" 、もう1冊は長らく消息不明だったミアの姉妹オリヴィア・グレースの視点で描かれるスピンオフの"From The Notebooks of a Middle School Princess" であり、2015年夏に刊行予定とのこと。

#### メディエータ シリーズ
シリーズの主人公は16歳の女子高生、スザンナ・サイモン（愛称：スーズ）。スーズは“メディエータ”として、心残りがあり死後も現世を彷徨っている幽霊たちを手助けする。スーズは幽霊に触るだけでなく話すこともでき、必要とあらば殴ったり蹴ったりもする。シリーズは、スーズの母がアンディ・アッカーマンと再婚し、新しく家族となった3人の義兄たちとカリフォルニア州のカーメルの古めかしい住宅へ引っ越してきたところから始まる。スーズの寝室は、150年前に死んだイケメンの幽霊ジェシー・ド・シルヴァが出る部屋で、引っ越し前にニューヨークで占い師から、自分には霊能力があり永遠の恋に落ちると予言されたことを思い出す。かくして、スーズはジェシーに恋をするが、果たしてジェシーの思いやいかに？という内容である。
| # | 邦題                                           | 原題         | 刊行年月   | 刊行年月   | 訳者       | 出版社             | 備考                   |
| - | ---------------------------------------------- | ------------ | ---------- | ---------- | ---------- | ------------------ | ---------------------- |
| 1 | メディエーター 霊能者の祈り                    | Shadowland   | 2000年10月 | 2003年7月  | 布施由紀子 | 集英社             | ジェニー・キャロル名義 |
| 1 | メディエータ zero episode 1 天使は血を流さない | Shadowland   | 2000年10月 | 2007年8月  | 代田亜香子 | 理論社             |                        |
| 1 | 霊能者は女子高生！                             | Shadowland   | 2000年10月 | 2012年10月 | 代田亜香子 | ヴィレッジブックス | 理論社版の改題・再編集 |
| 2 | メディエーター 呪われた転校生                  | Ninth Key    | 2001年2月  | 2004年8月  | 布施由紀子 | 集英社             | ジェニー・キャロル名義 |
| 2 | メディエータ zero episode 2 吸血鬼の息子       | Ninth Key    | 2001年2月  | 2007年10月 | 代田亜香子 | 理論社             |                        |
| 2 | 嘆きのマリアの伝言                             | Ninth Key    | 2001年2月  | 2013年1月  | 代田亜香子 | ヴィレッジブックス | 理論社版の改題・再編集 |
| 3 | メディエータ zero episode 3 復讐のハイウェイ   | Reunion      | 2001年7月  | 2008年1月  | 代田亜香子 | 理論社             |                        |
| 4 | メディエータ ゴースト、好きになっちゃった      | Darkest Hour | 2001年12月 | 2005年4月  | 代田亜香子 | 理論社             |                        |
| 5 | メディエータ2 キスしたら、霊界？               | Haunted      | 2003年2月  | 2005年6月  | 代田亜香子 | 理論社             |                        |
| 6 | メディエータ3 サヨナラ、愛しい幽霊             | Twilight     | 2005年1月  | 2006年2月  | 代田亜香子 | 理論社             |                        |

4巻まではジェニー・キャロル名義で刊行された。これは、当時キャボットが別の出版社で働いていたためである。メグ・キャボット名義で出されるようになったのは5巻からで、6巻が刊行される際に、キャロル名義だった既刊もキャボット名義で再刊された。
2014年5月、キャボットはブログでシリーズの新刊"Remembrance" が2015年夏に刊行予定であることを明かした。

#### ミッシング シリーズ
主人公は、雷に打たれ、超能力を開花させた16歳の女の子ジェシカ・マストリアニ（愛称：ジェス）。ジェシカの能力は、行方不明になっている子供たちの写真を見ると、夢で正確な居場所が分かるというもの。4巻までは、連邦政府の精密検査の要請を避けながら子供探しに協力する1年弱の出来事を描いている。4年後に刊行された5巻では、ジェスは19歳になっており、ロブ・ウィルキンスという少年に恋に落ちていく。
4巻まではジェニー・キャロル名義で刊行されたが、売り上げが芳しくなかったため、シリーズは打ち切られた。2004年にキャボット名義で再版したところ、売り上げが良かったため、打ち切りに不本意だったキャボットは8巻まで続けたいと出版社に伝えたが、出版社側は続編1冊のみの出版を許諾し、シリーズは全5巻で終わった。
『ミッシング -サイキック捜査官-』としてテレビドラマ化され、2003年から2006年まで放送された。
| # | 邦題               | 原題                   | 刊行年月   | 刊行年月  | 訳者     | 出版社 | 備考                   |
| - | ------------------ | ---------------------- | ---------- | --------- | -------- | ------ | ---------------------- |
| 1 | 闇に消えた子供たち | When Lightning Strikes | 2001年2月  | 2004年2月 | 鈴木美朋 | 集英社 | ジェニー・キャロル名義 |
| 2 |                    | Code Name Cassandra    | 2001年8月  |           |          |        |                        |
| 3 |                    | Safe House             | 2002年3月  |           |          |        |                        |
| 4 |                    | Sanctuary              | 2002年9月  |           |          |        |                        |
| 5 |                    | Missing You            | 2006年12月 |           |          |        |                        |

#### アメリカン・ガール シリーズ
ワシントンD.C.育ちの女子高生サマンサ・マディソン（愛称：サム）が、下校途中に大統領の命を助けてしまい、一躍国民的英雄にされてしまう。1巻ではサムが有名になり、大統領の息子デヴィッドと恋に落ち、2巻ではデヴィッドがサムとの関係を進展させようとする。サムのホワイトハウスでの体験が描かれた短編"Another All American Girl" がアンソロジーに収録されている。
| # | 邦題                     | 原題              | 刊行年月  | 刊行年月  | 訳者       | 出版社       |
| - | ------------------------ | ----------------- | --------- | --------- | ---------- | ------------ |
| 1 | 恋するアメリカン・ガール | All American Girl | 2002年9月 | 2004年1月 | 代田亜香子 | 河出書房新社 |
| 2 |                          | Ready or Not      | 2005年7月 |           |            |              |

#### アヴァロン シリーズ
1巻は小説で、2巻は全3巻の漫画で刊行された。
2010年11月、ディズニー・チャンネルにて『アヴァロン 千年の恋』としてブリット・ロバートソン、グレッグ・サルキン主演で映画化された。
| # | 邦題                                    | 原題                             | 刊行年月                         | 刊行年月                         | 訳者                             | 出版社                           |
| - | --------------------------------------- | -------------------------------- | -------------------------------- | -------------------------------- | -------------------------------- | -------------------------------- |
| 1 | アヴァロン 恋の〈伝説学園〉へようこそ！ | Avalon High                      | 2005年12月                       | 2007年2月                        | 代田亜香子                       | 理論社                           |
| 2 | Avalon High: Coronation （漫画）        | Avalon High: Coronation （漫画） | Avalon High: Coronation （漫画） | Avalon High: Coronation （漫画） | Avalon High: Coronation （漫画） | Avalon High: Coronation （漫画） |
| 2 | 1. The Merlin Prophecy                  | 1. The Merlin Prophecy           | 2007年7月                        | 作画：ジンキー・コロナド         | 作画：ジンキー・コロナド         | 作画：ジンキー・コロナド         |
| 2 | 2. Homecoming                           | 2. Homecoming                    | 2008年6月                        | 作画：ジンキー・コロナド         | 作画：ジンキー・コロナド         | 作画：ジンキー・コロナド         |
| 2 | 3. Hunter's Moon                        | 3. Hunter's Moon                 | 2009年9月                        | 作画：ジンキー・コロナド         | 作画：ジンキー・コロナド         | 作画：ジンキー・コロナド         |

#### エアヘッド三部作
女子高生エマーソン・ワッツは事故に遭い、目覚めるとティーンのスーパーモデル、ニッキー・ハワードと入れ替わってしまっていた。
| # | 邦題                                        | 原題        | 刊行年月  | 刊行年月  | 訳者       | 出版社       |
| - | ------------------------------------------- | ----------- | --------- | --------- | ---------- | ------------ |
| 1 | エアヘッド！ 売れっ子モデルになっちゃった!? | Airhead     | 2008年5月 | 2012年8月 | 代田亜香子 | 河出書房新社 |
| 2 |                                             | Being Nikki | 2009年5月 |           |            |              |
| 3 |                                             | Runaway     | 2010年3月 |           |            |              |

#### Abandon 三部作
- Abandon (2011.4)
- Underworld (2012.5)
- Awaken (2013.7)

公式サイトでキャボットは、本作が映画化もしくはテレビシリーズ化される可能性が高いとして、非常に興奮していると述べた。

#### 単独作（ヤングアダルト）
| 邦題                 | 原題                    | 刊行年月  | 刊行年月   | 訳者       | 出版社 | 備考                 |
| -------------------- | ----------------------- | --------- | ---------- | ---------- | ------ | -------------------- |
| ニコラと麗しの子爵   | Nicola and the Viscount | 2002年8月 | 2011年7月  |            | 宙出版 | 長崎真央子作画の漫画 |
| 貴族令嬢と恋する将校 | Victoria and the Rogue  | 2003年3月 | 2012年9月  |            | 宙出版 | 綾部瑞穂作画の漫画   |
| ティーン・アイドル   | Teen Idol               | 2004年7月 | 2005年11月 | 代田亜香子 | 理論社 |                      |
| 人気者になる方法     | How to Be Popular       | 2006年7月 | 2008年7月  | 代田亜香子 | 理論社 |                      |
| 嘘つきは恋のはじまり | Pants on Fire           | 2007年5月 | 2010年3月  | 代田亜香子 | 理論社 |                      |
| ジンクス 恋の呪い    | Jinx                    | 2007年7月 | 2009年3月  | 代田亜香子 | 理論社 |                      |

### 子供向け作品

#### アリー・フィンクルの女の子のルール シリーズ
| # | 邦題                                                          | 原題                                 | 刊行年月 | 刊行年月   | 訳者       | 出版社       |
| - | ------------------------------------------------------------- | ------------------------------------ | -------- | ---------- | ---------- | ------------ |
| 1 | アリー・フィンクルの女の子のルール 1 ドタバタひっこし篇       | Moving Day                           | 2008年   | 2011年6月  | 代田亜香子 | 河出書房新社 |
| 2 | アリー・フィンクルの女の子のルール 2 転校生になっちゃった！篇 | The New Girl                         | 2008年   | 2011年7月  | 代田亜香子 | 河出書房新社 |
| 3 | アリー・フィンクルの女の子のルール 3 友達？それとも親友？篇   | Best Friends and Drama Queens        | 2009年   | 2011年8月  | 代田亜香子 | 河出書房新社 |
| 4 | アリー・フィンクルの女の子のルール 4 主演女優はだれ？篇       | Stage Fright                         | 2009年   | 2011年9月  | 代田亜香子 | 河出書房新社 |
| 5 | アリー・フィンクルの女の子のルール 5 お誕生日パーティ篇       | Glitter Girls and the Great Fake Out | 2010年   | 2011年10月 | 代田亜香子 | 河出書房新社 |
| 6 | アリー・フィンクルの女の子のルール 6 遠足で大騒ぎ！篇         | Blast From the Past                  | 2010年   | 2011年11月 | 代田亜香子 | 河出書房新社 |

### 大人向け作品

#### ボーイ・シリーズ
このシリーズでは、Eメール（インスタントメッセンジャー）での恋が描かれるラブコメディ作品である。
| # | 邦題                   | 原題                | 刊行年月   | 刊行年月  | 訳者       | 出版社   | 備考                   |
| - | ---------------------- | ------------------- | ---------- | --------- | ---------- | -------- | ---------------------- |
| 1 | となりのボーイフレンド | The Boy Next Door   | 2002年10月 | 2004年4月 | 代田亜香子 | 角川書店 | メギン・キャボット名義 |
| 2 |                        | Boy Meets Girl      | 2004年1月  |           |            |          | メギン・キャボット名義 |
| 3 |                        | Every Boy's Got One | 2005年1月  |           |            |          | メギン・キャボット名義 |

#### ヘザー・ウェルズ シリーズ
作ってもらった曲ではなく、自分で書いた歌を歌いたいと言ったがためにレコード会社をクビになった元人気歌手のヘザー・ウェルズが主人公の、大人向けのミステリ作品。物語は、ヘザーがニューヨーク・カレッジの学生寮のコーディネータになったところから始まり、寮で女の子が死んでいるのを見つけてしまう。
| # | 邦題                       | 原題                      | 刊行年月   | 刊行年月   | 訳者     | 出版社     |
| - | -------------------------- | ------------------------- | ---------- | ---------- | -------- | ---------- |
| 1 | サイズ12はでぶじゃない     | Size 12 is Not Fat        | 2007年6月  | 2010年6月  | 中村有希 | 東京創元社 |
| 2 | サイズ14でもでぶじゃない   | Size 14 is Not Fat Either | 2006年11月 | 2011年2月  | 中村有希 | 東京創元社 |
| 3 | でぶじゃないの、骨太なだけ | Big Boned                 | 2007年12月 | 2011年11月 | 中村有希 | 東京創元社 |
| 4 |                            | Size 12 and Ready to Rock | 2012年7月  |            |          |            |
| 5 |                            | The Bride Wore Size 12    | 2013年9月  |            |          |            |

#### クイーン・オブ・バブル シリーズ
| # | 邦題                             | 原題                            | 刊行年月  | 刊行年月  | 訳者   | 出版社 |
| - | -------------------------------- | ------------------------------- | --------- | --------- | ------ | ------ |
| 1 | ヴィンテージ・ドレス・プリンセス | Queen of Babble                 | 2006年5月 | 2010年1月 | 松本裕 | 原書房 |
| 2 | 恋の続きはマンハッタンで         | Queen of Babble in the Big City | 2007年6月 | 2010年7月 | 松本裕 | 原書房 |
| 3 |                                  | Queen of Babble Gets Hitched    | 2008年6月 |           |        |        |

#### Insatiable シリーズ
- Insatiable (2010.6)
- Overbite (2011.7)

#### ロマンス小説
パトリシア・キャボット名義で刊行された。
- Where Roses Grow Wild (1998.3)
- Portrait of My Heart (1999.1)
- An Improper Proposal (1999.11)
- A Little Scandal (2000.6)
- Lady of Skye (2001.1)
- Educating Caroline (2001.11)
- Kiss the Bride (2002.5)

- Ransom My Heart (2009.1) – 『プリンセス・ダイアリー』シリーズの主人公ミア・サモポリス名義で刊行された。

### その他
- She Went All the Way (2002.12) - メギン・キャボット名義

#### 短編
- "The Christmas Captive"
- "Girl's Guide to New York through the Movies"
- "Kate the Great"
- "Party Planner"
- "Connie "Hunter"
- "Allie Finkle's Rules for Girls"
- "Reunion"
- "Cry, Linda, Cry: Judy Blume’s Blubber and The Cruelest Thing in the World"
- "Ask Annie"
- "The Exterminator's Daughter"
- "Every Girl's Dream"
- "Princess Prettypants"
- "The Night Hunter"
- "The Protectionist"
- "Out of the Blue"

#### 脚本
- アイス・プリンセス（初期の脚本を担当）

### 映像化
プリティ・プリンセス
2001年公開。原作は『プリンセス・ダイアリー』。ミア・サモポリス役をアン・ハサウェイが、クラリス・レナルディ女王をジュリー・アンドリュースが演じた。2004年にはオリジナルの続編『プリティ・プリンセス2/ロイヤル・ウェディング』が公開された。
ミッシング -サイキック捜査官-
カナダの放送局により制作され、2003年から2006年まで放送された。アメリカでも放送された。
アヴァロン 千年の恋
2010年にディズニー・チャンネルにより映画化された。主演はブリット・ロバートソンとグレッグ・サルキン。
『クイーン・オブ・バブル』の映画化も決定している。主演の候補者はクリスティン・ベル。また、『メディエータ』も映画化かテレビシリーズ化される。

## チャリティ活動
ボランティア団体メイク・ア・ウィッシュやスターライト・チルドレン財団と組んで、末期の重病児たちを支援している。